# Martin Veltz
Martin Veltz (12. februar 1976) er en dansk stand-up-komiker, tv- og radiovært. Han debuterede på DIN's i 1995 og har optrådt lige siden.

## Standup
Som stand-upkomiker har Martin blandt andet optrådt for de danske soldater i Camp Viking i Afghanistan sammen med Dan Andersen, og han har tre gange været med i Stand-up.dk, i henholdsvis 3., 4. og 5. sæson.
I 2006 var Veltz landet rundt med FBIs klubtour med showet Fire knægte og en joker sammen med Thomas Hartmann, Dan Andersen og Brian Mørk. Samme år kunne man opleve Martin i velgørenhedsshowet Talegaver til Børn og for tredje gang stod han på scenen som vært ved DM i Stand-up sammen med Anders Fjelsted.
Martin Veltz har i alt optrådt 3 gange til velgørenhedsshowet "Talegaver Til Børn", har været vært på turné- samt tv-udgaven af "DM I Stand-up" tre gange og har seks gange deltaget i FBI's landsdækkende klubturnéer samt utallige optrædener på Comedy ZOO.
I 2009 var Martin med på to landsdækkende turnéer. Først som opening-act i Uffe Holm's "The Uffe Holm Show 3". Og derefter vært i "Bytte Bytte Købmand" med Thomas Hartmann og Anders Matthesen, dermed nåede Martin dette år, at optræde for mere end 120.000 publikummer.[kilde mangler]

### Martin Veltz – De Fire Elementer
I 2011 udfordrede Martin Veltz sig selv til det yderste, da han tog hul på sin hidtil største udfordring, nemlig at lave verdens første comedy quadrologi "De Fire Elementer". Fire shows, ét hvert år, fire elementer, jord, luft, ild og vand. Motivationen er at skabe et show ud fra ét enkelt inspirationsfrø.
På projektets Facebook-side: har Martin skrevet: "Lær om de fire elementer gennem stand-up – det er ligesom at se Discovery Channel bare uden reklamer!"

#### Det 1. show ”JORD”
Premiere den 2. september 2011, under jorden i P-kælderen under Bruun's Galleri.
Om emnet "jord", har Martin sagt:
“Det bliver en stor udfordring at holde sig til ét inspirationsfrø – nemlig emnet jord – men det er samtidig også dét som tænder mig.”.
I showet ”JORD” var følgende emner på sætlisten: Dyr der lever i jorden, hvilke sportsgrene vi holder mest af eller er bedst til på jord, krigsførelse på jord, jordskælv, jordskred, jordens overflade, de syv forskellige jordtyper, hvilke grønsager der kommer op fra jorden, folk med jord i hovedet, alt få jord under neglene samt hvordan vi som mennesker behandler jorden og hvordan vi kan passe bedre på den.
En af Martins ønsker med dette show var desuden at lære publikum lidt om den planet vi lever på, så derfor lavede han en quiz, hvor en person fra publikum skulle svare på følgende 5 spørgsmål:
1. Hvor mange mennesker bor der cirka på jorden på nuværende tidspunkt?
2. Hvad er jordens omkreds?
3. Hvor gammel er jorden?
4. Hvor langt er det fra centrum af jorden og ud til jordoverfladen?
5. Hvilken dato på året har man officielt besluttet, at det er den internationale dag for jorden?
Bandet "Husspetakel" lavede tema-sangen til showet. Sangen hedder "Af jord er du kommet".

#### Det 2. show ”LUFT”
Planlagt premiere i efteråret 2012, men turneen blev aflyst og udsat på ubestemt tid.

#### Det 3. show ”ILD”
Planlagt premiere i efteråret 2013, men er udsat på ubestemt tid.

#### Det 4. show ”VAND”
Planlagt premiere i efteråret 2014, men er udsat på ubestemt tid.

## TV
Martin har sammen med Uffe Holm, været vært og kommentator på Kanal 5's "WipeOut" 1., 2. og 3. sæson (2009-2011), "Vinter WipeOut" (2012) og deltaget i "Zulu zHit Parade" i to sæsoner. Derudover har han medvirket i følgende:
- "4-Stjerners Middag" på Kanal 5, hvor de tre andre til middagen var Audrey Castañeda, Dan Andersen og Poul Carstensen.
  - Programmet blev vist den 14.-17. november 2011, og igen den 20. november 2011. Martin var den tredje der skulle lave en middag for sine 3 kollegaer, og han lavede en gennemført menu under temaet: "jord".
- "Rod i Køkkenet" på Kanal 5
  - Programmet blev vist første gang i efteråret 2012
- "Masterchef", 3. sæson på TV3, hvor han blev nummer 5 ud af 42 deltagere.
  - Programmet blev vist første gang i efteråret 2012
- "Masterchef jul" på TV3
  - Programmet blev vist i julen 2013

## Radio
I 2009 blev Martin nomineret som "Årets Stjerneskud".
Han har været anker/vært på følgende radioprogrammer:
- Nova FM's populære morgenshow "NOVA morgen" i 2011.
- The Voice, hvor han lavede morgenshowet "Morgenfabrikken" med Uffe Holm og Christiane Schaumburg-Müller i 2009
- The Voice, hvor han lavede fredagsshowet "Hjem med Bernhard & Veltz" og "Zulu Comedy Festival Radio" med Michael Bernhard i 2010
- Radio 100, Hvor han laver "Kør hjem med Veltz" i 2013

## Publikumsopvarmer
Martin har bl.a. været publikumsopvarmer på følgende TV-programmer
- Semifinalerne og finalen på DR's Showtime
- Clement Direkte
- Hvem vil være millionær?
- Mette Lisby's One Woman Comedy Show
- Den Ægte Vare
- Stand-up.dk
- Gintberg Show Off
- Er du klogere end en 10-årig
- Live fra Bremen fra sæson 3 og frem.
- Debatten på DR2 i 2013

## Manuskriptforfatter
Som tekst- og manuskriptforfatter har Martin Veltz arbejdet på "Tak for i aften – On Tour" med Rune Klan og Mick Øgendahl samt "Grillet – En Hyldest Fra Helvede" med Jan Gintberg, Omar Marzouk og Carsten Bang.

## Andet
Martin Veltz fik sin studentereksamen fra Gladsaxe Gymnasium i 1995 og læste senere marketing på CBS. Ydermere er Martin uddannet grafiker og har bl.a. lavet layout følgende:
- "Den Ægte Vare"
  - Stand-up show med Anders Matthesen, Rune Klan, Carsten Eskelund, Geo, Mick Øgendahl og Jacob Tingleff
- "Stand-up.dk" sæson 4, 5 og 6
- "Fremtid.nu"
  - Stand-up show med Jan Gintberg
- "Extrospekt"
  - Stand-up show med Thomas Hartmann
- "Andens 9 års Jubilæum"
  - Stand-up show med Anders Matthesen
- "Tal For Dig Selv"
  - Stand-up show med Anders Matthesen
- "Extravaganza"
  - Stand-up show med Dan Andersen
- "Anden Paa Coke?"
  - Stand-up show med Anders Matthesen
- "Anders Matthesen Vender Tilbage"
  - Stand-up show med Anders Matthesen
- "I <3 JAN"
  - Stand-up show med Jan Gintberg
- "Megalomania".
  - Aqua (band)'s seneste plade fra 2011